# Nordlig skärlånga
Nordlig skärlånga (Ciliata septentrionalis) är en fisk i familjen lakefiskar. 

## Utseende
Den nordlige skärlångan har två ryggfenor. Den främre har kort längd och mycket låg höjd. Den främsta fenstrålen är emellertid förlängd, och är något längre än ögats diameter. Den bakre ryggfenan är mycket lång och når nästan ända till stjärtfenan. Även analfenan är relativt lång, dock mindre än halva kroppslängden. Färgen är gråaktig över hela kroppen. Kroppen är långsträckt, med 11 skäggtömmar på huvudet; en under hakan, fyra på nosens ovansida och sex, grupperade i par, på överläppen. Fisken blir upp till 20 centimeter lång. 

## Utbredning
Den nordliga skärlångan förekommer i östra Atlanten från Islands sydkust, över Färöarna och längs norska kusten runt Brittiska öarna till Bretagne. Går inte in i Skagerack.

## Vanor
Den lever vid bottnen på mellan 10 och 50 meters djup på sand- och gyttjebottnar.
Fisken lever på små kräftdjur. Leken kan äga rum även på djupare vatten.